# Шимерова-Мартинчекова, Эстер
Эстер Шимерова-Мартинчекова (словац. Ester Šimerová-Martinčeková; 23 января 1909[…], Братислава, Транслейтания — 7 августа 2005, Липтовски-Микулаш, Жилинский край) — словацкая художница и художник-декоратор, некоторое время работавшая в сценографии и журналистике. Её часто называли первой дамой словацкой живописи.

## Биография
Эстер Шимерова-Мартинчекова родилась как Эстер Фридрикова (Ester Fridriková). После первого брака ее полное имя было Эстер Фридрикова-Шимерова, а после второй свадьбы Эстер Шимерова-Мартинчекова.
Во время Первой мировой войны она посещала евангелическую школу, а затем гимназию. В последние годы обучения она посещала частную школу живописи Густава Малли. После окончания гимназии она уехала в Париж, где училась рисовать в двух академиях: академии французского художника Родольфа Жюлиана и частной школе украинской художницы Александры Экстер.
Уже во время учебы в Париже она создала несколько важных работ, которые сегодня находятся главным образом в коллекции Словацкой национальной галереи («Серый натюрморт», «Шахматная композиция», «Порт Дьепп», «Натюрморт», «Квартет», «Виноград» и т. д.).
Уже в 1931 году она выставлялась в Праге. Там она стала членом отдела искусств Умелецкого Беседы. В 1932 году она вышла замуж за профессора Франтишека Шимера и жила с ним в Братиславе. После распада Первой Чехословацкой республики она вместе с мужем уехала в Протекторат Богемии и Моравии и поселилась в Пльзене.
Во время нападения на Рейнхарда Гейдриха её муж как главный врач больницы скрывал чехословацких десантников из Англии. В результате измены гестапо арестовало его, заключило в тюрьму и казнило. В 1947 году она вышла замуж повторно. После восстановления совместной республики в 1945 году она вернулась в Словакию, была избрана президентом Блока словацких художников и активно участвовала в культурной жизни. Она вышла замуж за адвоката Мартина Мартинчека, тогдашнего президента офиса Словацкого национального совета, а затем выдающегося словацкого фотографа.
В 1952 году была вынуждена переехать вместе со своим мужем из Братиславы в село близ Липтовски-Микулаша. С 1954 года они жили в Липтовски-Микулаш, где они прожили до конца жизни.
В 1966 году ей было присвоено звание заслуженной художницы. Она выставлялась во многих галереях Польши и за рубежом и получила награды и знаки отличия. Эстер Шимерова-Мартинчекова создала относительно большое количество коллажей, в частности с мотивом садов и натюрмортов. Кроме живописи она разрабатывала театральные костюмы для «Новой сцены» в Братиславе.

## Награды
- 1966 — Присвоено звание Заслуженной художницы.
- 1984 — Получила Липтовской премии в Липтовски-Микулаше.
- 1987 — Чехословацкая почта опубликовала репродукцию картины «Тюльпаны» как почтовую марку.
- 1991 — Награждена орденом Томаша Гаррига Масарика, 4 степени (в Праге).
- 1992 — Получила награду Мартина Бенка.
- 1998 — Получила награду Милоша Базовского из Фонда изобразительных искусств.
- 2001 — Получила премию фонда банка Татра[sk] за свою работу.
- 2001 — Награждена орденом Искусств и литературы (высшим званием командор).
- 2002 — Награждена орденом Людовита Штура 1-го класса.
- 2016 — Словацкая почта опубликовала репродукцию картины «Шахматная композиция».